# Liste de mosquées du Brésil
Cet article présente la liste de mosquées du Brésil.

## Liste
| Nom                                          | Image | Município            | État              | Inauguration    |
| -------------------------------------------- | ----- | -------------------- | ----------------- | --------------- |
| Mosquée de Bahia                             |       | Salvador             | Bahia             | 1990            |
| Mosquée de Curitiba                          |       | Curitiba             | Paraná            |                 |
| Mosquée Omar ibn al-Khattâb de Foz do Iguaçu |       | Foz do Iguaçu        | Paraná            | 23 mars 1983    |
| Mosquée du Roi Fayçal II d'Irak de Londrina  |       | Londrina             | Paraná            | 11 juillet 1968 |
| Mosquée de Porto Alegre                      |       | Porto Alegre         | Rio Grande do Sul | 1990            |
| Mosquée de Campinas                          |       | Campinas             | São Paulo         |                 |
| Mosquée de Brás                              |       | São Paulo (Brás)     | São Paulo         | 1987            |
| Mosquée Brasil de Cambucci                   |       | São Paulo (Cambucci) | São Paulo         | 1929            |